# 언더 더 쎄임 문
《언더 더 쎄임 문》(Under the same moon, 스페인어: La misma luna)은 미국과 멕시코가 합작한 영화이다.

## 줄거리
멕시코에서 외할머니와 단 둘이 사는 9살 소년 카를리토스는 로스앤젤레스로 일하러 간 엄마 로사리오가 하루 빨리 자신을 데려가 주기만을 기다리며 하루하루를 보낸다. 매주 일요일 오전 10시에 카를리토스와 엄마 로사리오는 전화로 서로에 대한 그리움을 달랜다. 그러던 어느 날, 갑작스럽게 외할머니가 돌아가시고 혼자 남게 된 카를리토스는 국경을 넘어 로스앤젤레스로 엄마를 찾아 떠나기로 결심한다.
하지만 엄마를 만날 수 있는 유일한 단서는 엄마가 매주 일요일 오전 10시에 도미노 피자 근처 버스 정류장 옆 공중전화에서 전화를 한다는 것이 전부이다. 엄마가 매주 전화를 거는 그곳으로 가야만 엄마를 만날 수 있다. 용감하게 길 떠난 카를리토스는 멕시코에서 미국 로스앤젤레스까지 1,500km의 긴 여행을 무사히 마치고 엄마를 만날 수 있을까?

## 배역
- 아드리안 알론소 - 까를리토스
- 케이트 델 카스틸로 - 로사리오
- 제시 가시아
- 마야 자파타
- 아메리카 페레라 - 프리티
- 유지니오 더베즈
- 카멘 샐리너스
- 구스타보 산체즈 파라
- 안젤리나 페라에즈
- J. 테디 가시스
- 이벳 메르세데스
- 이그나치오 구아다루페
- 길예르모 리오스

## KBS 성우진
- 오인실 - 카를리토스(아드리안 알론소)
- 차명화 - 로사리오(케이트 델 카스틸로)
- 류다무현 - 엔리케
- 정현경 - 알리시아
- 이재용 - 파코
- 안경진 - 할머니
- 최정호
- 임채헌
- 유호한
- 임주현
- 안영아
- 남도형